# Tetjana Semykina
Tetjana Heorhijiwna Semykina (ukrainisch Тетяна Георгіївна Семикіна; * 19. Oktober 1973 in Kiew, Ukrainische SSR als Tetjana Heorhijiwna Tekljan) ist eine ehemalige ukrainische Kanutin.

## Karriere
Tetjana Semykina nahm im Vierer-Kajak zweimal an Olympischen Spielen auf der 500-Meter-Strecke teil. Bei ihrem Olympiadebüt 1996 in Atlanta kam sie im Vorlauf nicht über den sechsten Platz hinaus und belegte auch im Halbfinale lediglich den vierten Platz, sodass der ukrainische Vierer den Endlauf verpasste. Bei den Olympischen Spielen 2004 in Athen, ihrer zweiten Teilnahme, gehörte sie neben Inna Ossypenko, Hanna Balabanowa und Olena Tscherewatowa zur Besatzung des Vierer-Kajaks. Im Vorlauf platzierten sich die Ukrainerinnen hinter dem polnischen Vierer-Kajak auf dem zweiten Rang und zogen ins Finale ein. Dieses schlossen sie in 1:36,192 Minuten mit einem Rückstand von 1,8 Sekunden auf die siegreichen Deutschen und 1,6 Sekunden auf die zweitplatzierten Ungarinnen auf dem dritten Rang ab, womit sie die Bronzemedaille gewannen.
Weitere Erfolge im Vierer-Kajak gelangen Semykina bei Welt- und Europameisterschaften. 2001 sicherte sie sich in Posen bei den Weltmeisterschaften über 1000 Meter die Bronzemedaille und wurde in Mailand im selben Jahr, ebenfalls auf der 1000-Meter-Strecke, Europameisterin. Darüber hinaus wurde sie 2003 in Gainesville Vizeweltmeisterin über 1000 Meter sowie 2004 in Posen nochmals Europameisterin, diesmal jedoch über 500 Meter.